# Juan Monjardín
Juan Monjardín, né le 3 ou le 24 avril 1903 à La Corogne ou Madrid en Espagne et mort le 13 novembre 1950, est un footballeur international espagnol qui occupe le poste d'attaquant.
Footballeur du Madrid Football Club devenu Real Madrid, il est le premier joueur à effectuer toute sa carrière dans ce club, qu'il quitte pour entamer une reconversion professionnelle. Il compte quatre sélections en équipe d'Espagne, dont une lors des Jeux olympiques d'été de 1924, pour trois buts inscrits.

## Biographie

### Carrière en club
Né à La Corogne ou Madrid le 3 ou le 24 avril 1903, Juan Monjardín étudie au Colegio Nuestra Señora del Pilar puis intègre les équipes de jeunes du Madrid Football Club en 1919. Il fait ses débuts en équipe première à l'âge de 15 ans lors d'un match de Campeonato Regional Centro contre le Racing Club de Madrid. Il passe rapidement de milieu de terrain à attaquant, poste qu'il garde tout le long de sa carrière.
Monjardín remporte son premier championnat Regional Centro en 1920. À nouveau champion en 1922, 1923, 1924, il atteint également cette année-là la finale de la Coupe d'Espagne. Il dispute ce match qui voit le Real Madrid être battu par le Real Unión Club. Il remporte son dernier championnat régional en 1927, une année qui le voit subir une grave blessure qui met fin une première fois à sa carrière. Il revient sur le terrain en 1929. Cette année-là a lieu la première édition du championnat d'Espagne. Il dispute une rencontre durant cette saison et est l'un des 19 joueurs du club merengue à participer à cette première édition. À cette époque, le football tend vers le professionnalisme, une orientation qui ne plaît pas à Monjardín, qui arrête alors sa carrière.
Il dispute avec le club madrilène 74 matchs, répartis entre ce championnat régional et la coupe d'Espagne qui fait alors office de championnat national, pour 55 buts inscrits. Au moment de sa fin de carrière en 1929 à l'âge de 26 ans, il est le deuxième meilleur buteur de l'équipe madrilène, n'étant dépassé que par les 68 buts inscrits par son contemporain et coéquipier Santiago Bernabéu.
Durant sa carrière, il est reconnu pour son jeu de tête ainsi que sa frappe du pied droit et est surnommé El Nene,.

### Carrière en sélection
La première sélection en équipe nationale de Juan Monjardín a lieu le 17 décembre 1922 lors d'un déplacement espagnol à l'Estádio do Lumiar de Lisbonne pour y affronter le Portugal, un match qui se solde par une victoire espagnole 2-1, Monjardín inscrivant le but donnant la victoire à l'Espagne. Sa deuxième sélection a lieu en janvier 1923 au stade d'Atotxa de Saint-Sébastien et il inscrit deux des trois buts de la victoire espagnole 3-0. Quelques jours plus tard, il est présent lors de la défaite 1-0 de l'Espagne au stade olympique d'Anvers contre la Belgique.
Monjardín apparaît dans la sélection olympique pour les Jeux olympiques d'été de 1924. L'équipe est éliminée dès le premier match à la suite d'un but contre son camp de Pedro Vallana. Il dispute à cette occasion son dernier match en sélection nationale,. Son bilan en sélection est de deux victoires, deux défaites et trois buts inscrits.

### Après-carrière
Juan Monjardín, qui effectue des études d'ingénieur, se reconvertit en agent de change et succède dans ce métier à son père,. En 1943, des années après l'arrêt de sa carrière, il est le premier joueur auquel le Real Madrid rend hommage en organisant en son honneur une rencontre contre le Club de Fútbol Barcelona, se terminant par un match nul un partout.
Il meurt le 13 novembre 1950 des suites d'un accident de la route à Villatobas. Il est cité ayant soutenu la Phalange espagnole.

## Palmarès
Durant sa carrière en club, Juan Monjardín remporte le Campeonato Regional del Centro à six reprises avec le Real Madrid, en 1920, 1922, 1923, 1924, 1926 et 1927. Il gagne également la Copa Federación Centro en 1923 et est finaliste de la Coupe d'Espagne en 1924.

## Statistiques
Le tableau ci-dessous résume les statistiques en match officiel de Juan Monjardín durant sa carrière,. Le championnat d'Espagne a sa première édition en 1929. Le site internet du Real Madrid mentionne sans détailler 74 matchs officiels pour 55 buts inscrits.
| Saison                | Club                  | Championnat                    | Championnat | Championnat | Coupe(s) nationale(s) | Coupe(s) nationale(s) | Espagne | Espagne | Total | Total |
| Saison                | Club                  | Division                       | M.          | B.          | M.                    | B.                    | M.      | B.      | M.    | B.    |
| 1918-1919             | Madrid FC             | Campeonato Regional del Centro | 1           | 0           | -                     | -                     | -       | -       | 1     | 0     |
| 1919-1920             | Madrid FC             | Campeonato Regional del Centro | 6           | 0           | 2                     | 1                     | -       | -       | 8     | 1     |
| 1920-1921             | Real Madrid           | Campeonato Regional del Centro | 6           | 0           | -                     | -                     | -       | -       | 6     | 0     |
| 1921-1922             | Real Madrid           | Campeonato Regional del Centro | 6           | 11          | 8                     | 8                     | -       | -       | 14    | 19    |
| 1922-1923             | Real Madrid           | Campeonato Regional del Centro | 6           | 5           | 2                     | 0                     | 3       | 3       | 11    | 8     |
| 1923-1924             | Real Madrid           | Campeonato Regional del Centro | 7           | 7           | 5                     | 6                     | 1       | 0       | 13    | 13    |
| 1924-1925             | Real Madrid           | Campeonato Regional del Centro | 1           | 0           | -                     | -                     | -       | -       | 1     | 0     |
| 1925-1926             | Real Madrid           | Campeonato Regional del Centro | 4           | 4           | 6                     | 5                     | -       | -       | 10    | 9     |
| 1926-1927             | Real Madrid           | Campeonato Regional del Centro | 11          | 7           | 2                     | 1                     | -       | -       | 13    | 8     |
| 1928-1929             | Real Madrid           | Primera División               | 1           | 0           | -                     | -                     | -       | -       | 1     | 0     |
| Total sur la carrière | Total sur la carrière | Total sur la carrière          | 49          | 34          | 25                    | 21                    | 4       | 3       | 78    | 58    |